# 22 september
22 september is de 265ste dag van het jaar (266ste dag in een schrikkeljaar) in de gregoriaanse kalender. Hierna volgen nog 100 dagen tot het einde van het jaar.

## Gebeurtenissen
- Algemeen
  - 2010 - Door een bomaanslag tijdens een militaire parade in de stad Mahabad in het noordwesten van Iran vallen minstens tien doden.
  - 2013 - In de Mexicaanse stad Ciudad Juárez worden tien mensen vermoord op een feestje na een honkbalwedstrijd. Men vermoedt dat de daders lid zijn van een drugskartel.
  - 2015 - In het zuiden van Frankrijk zijn twee van de hoogste leiders van de separatistische beweging ETA gearresteerd, meldt de Spaanse krant El País.
  - 2015 - Generaal Gilbert Diendre, een van de coupplegers in Burkina Faso, blijft hoofd van het militaire bewind en weigert te vertrekken.
  - 2016 - Rusland gaat primaire radarbeelden van vlucht MH17, die boven het oosten van Oekraïne uit de lucht werd geschoten, overdragen aan Nederland.
  - 2021 - Het zuidoosten van Australië wordt getroffen door een aardbeving met een magnitude van 6,0. In Melbourne raken gebouwen beschadigd.[1]
- Kunst en cultuur
  - 2012 - Het Stedelijk Museum Amsterdam wordt na een verbouwingsperiode van acht jaar door koningin Beatrix heropend. Het museum, dat gerenoveerd en uitgebreid is met een nieuwe futuristische aanbouw (bijnaam ‘de badkuip’), is vanaf 23 september weer open voor het publiek.
  - 2017 - Het Zeitz Museum of Contemporary African Art (MOCAA) in Kaapstad opent zijn deuren.
- Media
  - 1985 - Eerste uitzending van het VPRO-buitenlandprogramma Diogenes.
  - 1994 - Eerste uitzending van het programma Friends
  - 2000 - Het Amsterdamse gerechtshof laat journalist Koen Voskuil (25) van het gratis dagblad Sp!ts opsluiten, omdat hij weigert de naam te noemen van een anonieme bron die hij opvoert in een artikel over een Amsterdamse strafzaak.
- Oorlog
  - 1481 - Slag bij Scherpenzeel tijdens de Stichtse oorlog (1481-83)
  - 1499 - De Vrede van Bazel maakte een einde aan de Zwabische Oorlog.
  - 1586 - Slag bij Warnsveld (Slag bij Zutphen). Het Staatse leger (ondersteund door Engelse troepen onder leiding van Robert Dudley, eerste graaf van Leicester) verliest van het Spaanse leger.
  - 1604 - Einde van het beleg van Oostende.
  - 1980 - Irak valt Iran binnen.
  - 2016 - De Afghaanse regering heeft na lange onderhandelingen volledige amnestie gegeven aan krijgsheer Gulbuddin Hekmatyar, ook bekend als "de slager van Kabul". Het akkoord maakt de weg vrij voor een mogelijke soortgelijke deal met de Taliban.
  - 2016 - Bij bombardementen op de Syrische stad Aleppo komen tientallen mensen om het leven. Het Syrisch Observatorium voor de Mensenrechten spreekt van de zwaarste bombardementen van de afgelopen maanden.
- Politiek
  - 1949 - Minister van financiën Piet Lieftinck laat de Nederlandse gulden met 30% devalueren.
  - 1960 - Mali wordt onafhankelijk van Frankrijk.
  - 1967 - Radio-Biafra meldt dat een staatsgreep gericht tegen het regime van kolonel Chukwuemeka Ojukwu in de republiek Biafra is verijdeld en dat de samenzweerders zijn gearresteerd.
  - 1984 - François Mitterrand en Helmut Kohl staan hand in hand op het slagveld van Verdun.
  - 1990 - Oud-minister Orestes Rodríguez en zijn zoon worden vermoord in de Peruviaanse hoofdstad Lima, vermoedelijk door leden van de linkse guerrillabeweging Lichtend Pad.
  - 2010 - De Vlaamse regering beslist definitief de Oosterweelverbinding in Antwerpen te realiseren met een tunnel, waarmee de plannen voor de Lange Wapperbrug van de baan zijn. De meerprijs van de tunneloplossing wordt betaald door de stad Antwerpen en de Antwerpse haven.
  - 2013 - Tijdens de Duitse verkiezingen behalen CDU/CSU onder leiding van Angela Merkel een overwinning met 311 van de 630 zetels.
  - 2015 - De EU-leiders bereiken een akkoord over de door Merkel en Hollande voorgestelde herverdeling van 120.000 vluchtelingen over de EU-lidstaten. Alleen Tsjechië, Hongarije, Roemenië en Slowakije stemmen tegen, terwijl Finland zich onthoudt van stemmen.
  - 2020 - De Britse premier Boris Johnson maakt nieuwe maatregelen bekend om het aantal besmettingen met COVID-19 terug te dringen. Kroegen en restaurants moeten al om 10 uur 's avonds sluiten, er mogen minder mensen bij elkaar komen en bepaalde indoorteamsporten worden verboden. De maatregelen gaan mogelijk zes maanden duren.
- Recreatie
  - 2006 - Het attractiepark Tokyo DisneySea opent de attractie Hotel Hightower.
- Religie
  - 1531 - Paus Clemens VII creëert één nieuwe kardinaal.
  - 2018 - Het Vaticaan erkent uiteindelijk zeven bisschoppen die door de Chinese overheid waren aangesteld namens de Chinese Katholieke Patriottische Vereniging.[2]
- Sport
  - 1899 - Oprichting Rotterdamse hockeyclub HV Victoria.
  - 1906 - Oprichting Wassenaarse hockeyclub HGC.
  - 1982 - Het Nederlands voetbalelftal herstelt van de matige start van de EK-kwalificatiereeks en verslaat Ierland in Rotterdam met 2-1. René van de Kerkhof speelt zijn 47ste en laatste interland voor Oranje, René van der Gijp (Lokeren) debuteert.
  - 1991 - In Berlijn eindigt de Nederlandse hockeyploeg als derde bij het toernooi om de Champions Trophy.
  - 2000 - Lars Frölander scherpt bij de Olympische Spelen in Sydney zijn eigen Europees record op de 100 meter vlinderslag aan tot 52,00.
  - 2015 - De Poolse voetballer Robert Lewandowski scoort binnen negen minuten vijf keer namens FC Bayern München in de competitiewedstrijd tegen VfL Wolfsburg (5-1).
  - 2016 - De Australische BMX'er Sam Willoughby raakt gedeeltelijk verlamd door een harde val op de baan in Chula Vista
  - 2021 - Op het WK wielrennen in België haalt de Nederlandse wielerploeg zilver op de gemengde ploegentijdrit.[3]
- Wetenschap en technologie
  - 1949 - De Sovjet-Unie brengt zijn eerste atoombom tot ontploffing.
  - 1972 - Inhuldiging van het eerste Belgische grondstation voor ruimtetelecommunicatie in Lessive.
  - 1981 - President François Mitterrand van Frankrijk opent de eerste lijn van de 'train à grande vitesse' (TGV): Parijs-Lyon.
  - 2006 - Nabij Lathen komen 23 mensen om het leven wanneer een magneetzweeftrein botst met een onderhoudsvoertuig.
  - 2006 - Lancering van een ISAS MV raket van ISAS (Institute of Space and Aeronautical Science) vanaf Uchinoura Space Center (Japan) met het Solar-B of ook wel Hinode ruimtevaartuig dat onderzoek gaat doen aan het magneetveld en de atmosfeer van de zon.[4]
  - 2020 - Uit gegevens van de Johns Hopkins-universiteit blijkt dat er in de Verenigde Staten inmiddels meer dan 200.000 mensen zijn overleden aan COVID-19. De VS zijn al geruime tijd wereldwijd het land met de meeste coronaslachtoffers.[5]

## Geboren

Anna van Kleef,
geboren in 1515

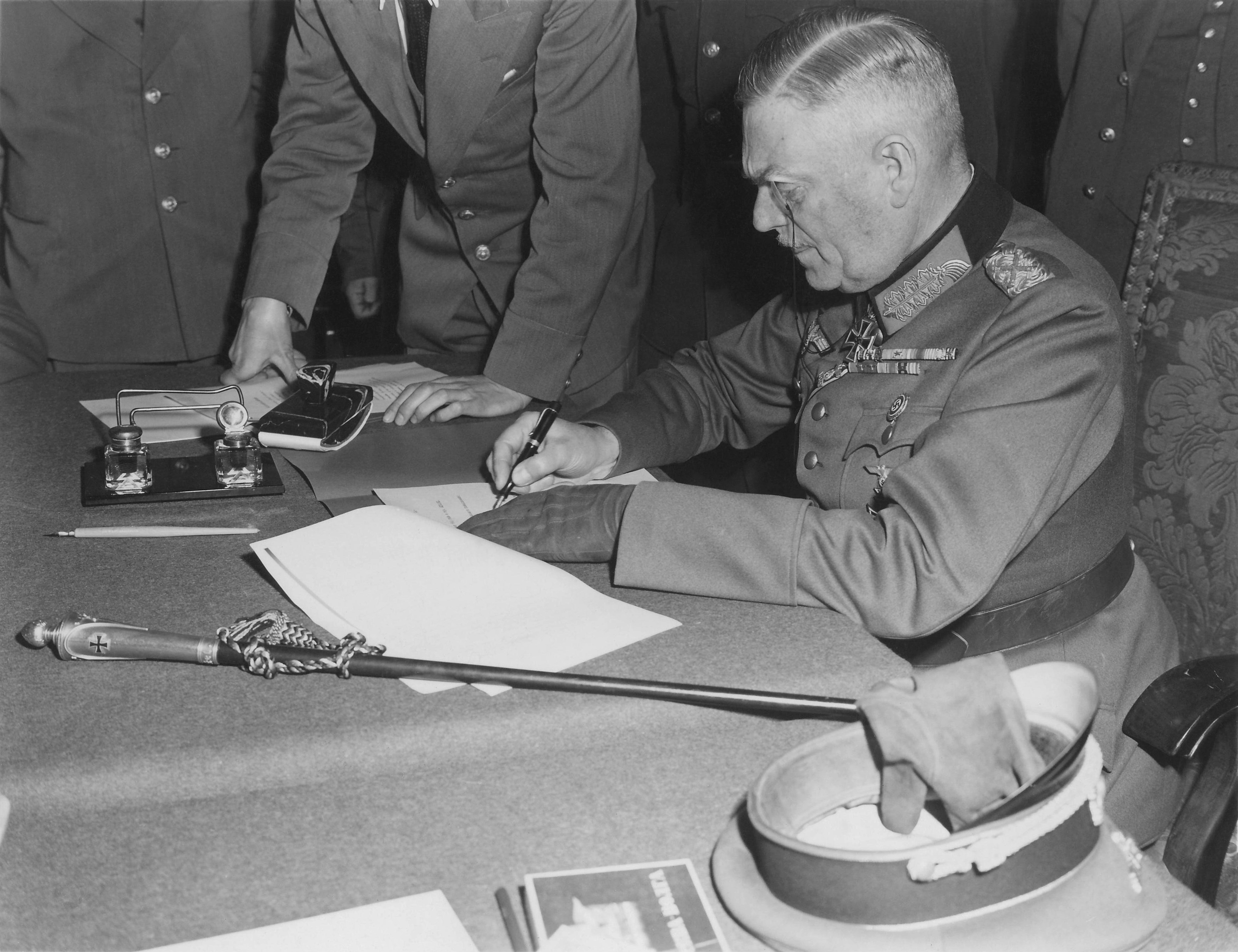
Wilhelm Keitel,
geboren in 1882

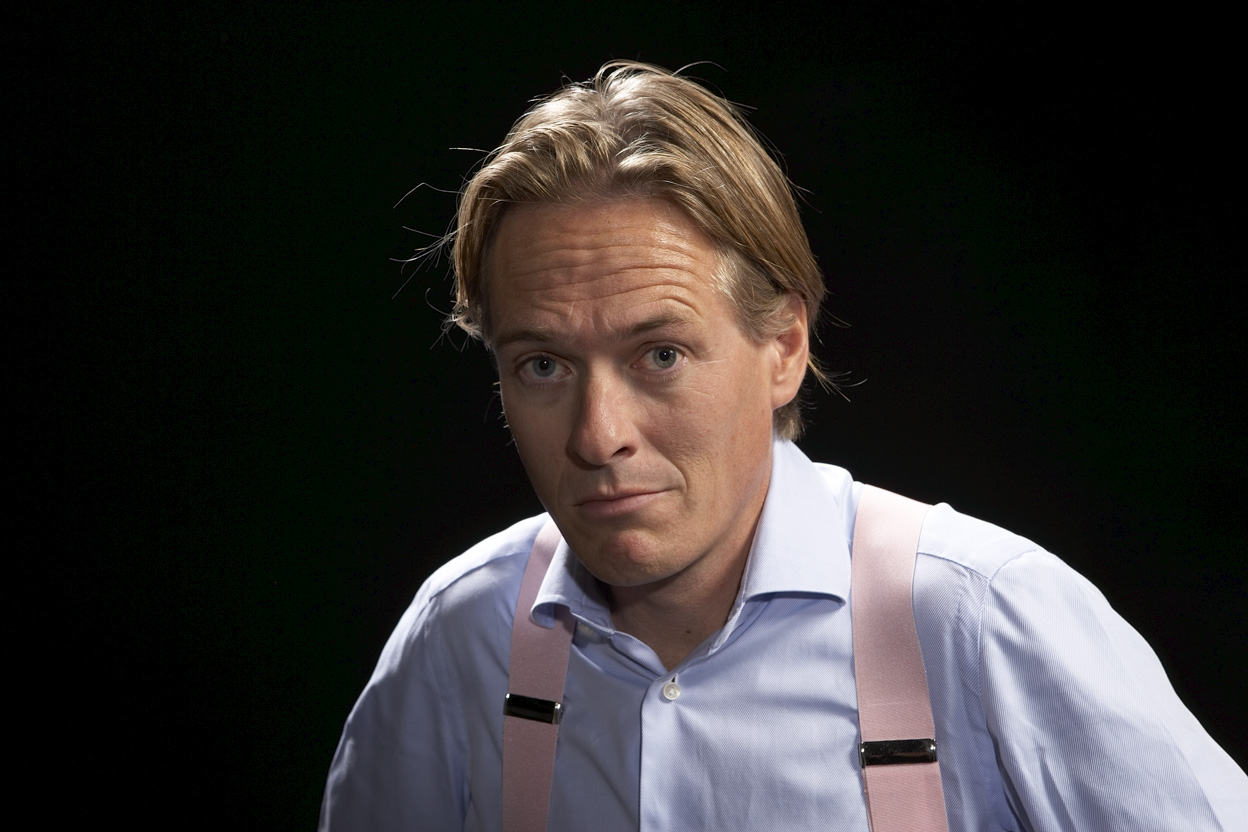
Jort Kelder,
geboren in 1964

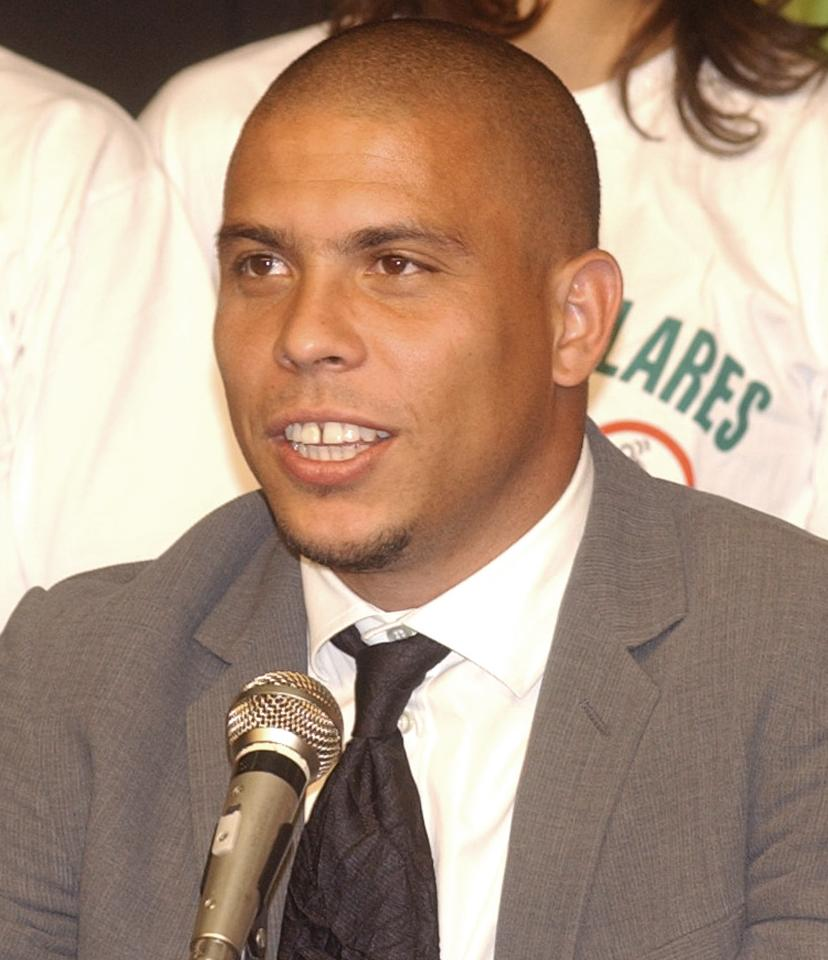
Ronaldo,
geboren in 1976

- 131 - Claudius Galenus, Romeins arts (overleden 216)
- 1515 - Anna van Kleef, koningin van Engeland (januari-juli 1540), vierde vrouw van Hendrik VIII (overleden 1557)
- 1601 - Anna van Oostenrijk, koningin van Frankrijk (overleden 1666)
- 1741 - Peter Simon Pallas, Duits zoöloog en plantkundige (overleden 1811)
- 1787 - Tommaso Pasquale Gizzi, Italiaans kardinaal-staatssecretaris (overleden 1849)
- 1791 - Michael Faraday, Brits natuurkundige (overleden 1867)
- 1829 - Tự Đức, keizer van Vietnam (overleden 1883)
- 1835 - Leopold van Hohenzollern-Sigmaringen, zoon van de laatste vorst van Hohenzollern-Sigmaringen en kandidaat voor de Spaanse troon (overleden 1905)
- 1843 - Pietro Respighi, Italiaans curiekardinaal (overleden 1913)
- 1849 - Alexander Forrest, ontdekkingsreiziger, landmeter en parlementslid in West-Australië (overleden 1901)
- 1859 - Paul Baum, Duits kunstschilder (overleden 1932)
- 1864 - Lodewijk van Deyssel, Nederlands schrijver (overleden 1952)
- 1870 - Charlotte Cooper, Brits tennisster (overleden 1966)
- 1878 - Shigeru Yoshida, Japans politicus (overleden 1967)
- 1882 - Wilhelm Keitel, Duits veldmaarschalk (overleden 1946)
- 1885 - Erich von Stroheim, Amerikaans-Oostenrijks filmacteur en -regisseur (overleden 1957)
- 1891 - Jaap Stotijn, Nederlands hoboïst en muziekpedagoog (overleden 1970)
- 1895 - Edwin Argo, Amerikaans ruiter (overleden 1962)
- 1896 - Veno Pilon, Sloveens kunstschilder (overleden 1970)
- 1903 - Joe Valachi, Amerikaans crimineel (overleden 1971)
- 1904 - Ellen Church, 's werelds eerste stewardess (overleden 1965)
- 1905 - Haakon Lie, Noors politicus (overleden 2009)
- 1905 - Rie Vierdag, Nederlands zwemster (overleden 2005)
- 1906 - Gustav Schäfer, Duits roeier (overleden 1991)
- 1907 - Willem Hilbrand van Dobben, Nederlands bioloog (overleden 1999)
- 1907 - Philip Fotheringham-Parker, Brits autocoureur (overleden 1981)
- 1912 - Eloi Meulenberg, Belgisch wielrenner (overleden 1984)
- 1914 - Siegfried Lowitz, Duits acteur o.a Onze ouwe (Der Alte) (overleden 1999)
- 1915 - Arthur Lowe, Brits acteur (overleden 1982)
- 1915 - Bernardino Piñera Carvallo, Chileens aartsbisschop (overleden 2020)
- 1916 - Chris van Osta, Nederlands atleet (overleden 1992)
- 1917 - Anna Campori, Italiaans actrice (overleden 2018)
- 1921 - César Fernández Ardavín, Spaans regisseur en scenarioschrijver (overleden 2012)
- 1921 - Geke Linker, Nederlands verzetsstrijder
- 1921 - Ian Raby, Brits autocoureur (overleden 1967)
- 1924 - Bernard Gauthier, Frans wielrenner (overleden 2018)
- 1924 - Sieto Hoving, Nederlands acteur en kleinkunstenaar (overleden 2016)
- 1924 - Rosamunde Pilcher, Brits auteur (overleden 2019)
- 1924 - Emile Wijntuin, Surinaams politicus (overleden 2020)
- 1925 - Virginia Capers, Amerikaans actrice (overleden 2004)
- 1925 - Vital Loraux, Belgisch voetbalscheidsrechter (overleden 2013)
- 1925 - Jacques Pirlot, Belgisch atleet
- 1926 - Louis Schoenmakers, Belgisch politicus (overleden 2012)
- 1928 - Eric Broadley, Brits auto-ontwerper (overleden 2017)
- 1929 - Albert Lowagie, Belgisch atleet
- 1930 - Jaap Harten, Nederlands schrijver en dichter (overleden 2017)
- 1930 - Pierre Nimax sr., Luxemburgs dirigent, componist en pianist (overleden 2021)
- 1930 - Arend Voortman, Nederlands politicus (overleden 2012)
- 1931 - Isidore Mankofsky, Amerikaans cinematograaf (overleden 2021)
- 1931 - Fay Weldon, Brits schrijfster (overleden 2023)
- 1932 - Ingemar Johansson, Zweeds bokser (overleden 2009)
- 1933 - Leonardo Balada, Spaans-Amerikaans musicus
- 1933 - Carmelo Simeone, Argentijns voetballer (overleden 2014)
- 1935 - Hans Sleutelaar, Nederlands dichter (overleden 2020)
- 1937 - Tommy Aaron, Amerikaans golfer
- 1940 - Anna Karina, Deens-Frans actrice en zangeres (overleden 2019)
- 1941 - Cesare Salvadori, Italiaans schermer (overleden 2021)
- 1942 - Marlena Shaw, Amerikaans zangeres (overleden 2024)
- 1943 - Jaak Gabriëls, Belgisch politicus (overleden 2024)
- 1944 - Richard Robarts, Brits autocoureur
- 1945 - John Bland, Zuid-Afrikaans golfspeler (overleden 2023)
- 1945 - Ann Christy, Belgisch zangeres (overleden 1984)
- 1945 - Ilija Petković, Joegoslavisch voetballer en voetbalcoach (overleden 2020)
- 1946 - Rose-Marie De Bruycker, Belgisch atlete
- 1947 - Mike Sexton, Amerikaans pokerspeler en -commentator (overleden 2020)
- 1948 - Mark Phillips, ex-echtgenoot van de Britse Prinses Anne
- 1950 - Kirka (Kiril Babitzin), Fins zanger (overleden 2007)
- 1951 - David Coverdale, Brits rockzanger
- 1951 - Wolfgang Petry, Duits zanger
- 1952 - Ria Oosterop-van Leussen, Nederlands politica
- 1952 - Sukhumbhand Paribatra, Thais politicus en gouverneur van Bangkok
- 1952 - Orlow Seunke, Nederlands filmregisseur
- 1953 - Rhoda Kadalie, Zuid-Afrikaans mensenrechtenactiviste, feministe en journaliste (overleden 2022)
- 1953 - Ségolène Royal, Frans politica
- 1954 - Harry Kisoensingh, Surinaams politicus (overleden 2008)
- 1954 - Bram van Ojik, Nederlands politicus
- 1955 - John Brennan, Amerikaans directeur van de CIA
- 1956 - Jean-Claude Servais, Belgisch auteur van stripverhalen
- 1957 - Nick Cave, Australisch zanger
- 1957 - Roger De Vogel, Belgisch atleet (overleden 2021)
- 1957 - Guiseppe Saronni, Italiaanse wielrenner
- 1958 - Andrea Bocelli, Italiaans zanger
- 1958 - Neil Cavuto, Amerikaans journalist
- 1958 - Franco Forini, Zwitsers autocoureur
- 1958 - Joan Jett, Amerikaanse zangeres
- 1958 - Eddy Planckaert, Belgisch wielrenner
- 1959 - David Allen Bawden, Amerikaans conclavist (overleden 2022)
- 1959 - Djoke van Marum, Nederlands paralympisch sportster
- 1960 - Yitzhak Herzog, Israëlisch politicus
- 1961 - Bonnie Hunt, Amerikaans actrice, komiek, schrijver, regisseur, televisieproducent en stemacteur
- 1961 - Catherine Oxenberg, Amerikaans actrice onder andere Dynasty
- 1962 - Alejandro Abad, Spaans zanger
- 1962 - Andries Jonker, Nederlands voetbaltrainer
- 1964 - Paul Bonhomme, Brits (race)piloot
- 1964 - Jort Kelder, Nederlands presentator en voormalig hoofdredacteur Quote
- 1964 - Benoît Poelvoorde, Waals acteur
- 1964 - Franc Weerwind, Nederlands politicus
- 1964 - Vladimír Weiss, Slowaaks voetballer en voetbalcoach
- 1965 - Søren Lilholt, Deens wielrenner
- 1966 - Stefan Rehn, Zweeds voetballer
- 1966 - Filip Lardon, Belgisch hoogleraar en kankerspecialist
- 1967 - Hannes Arch, Oostenrijks piloot (overleden 2016)
- 1967 - Harald Hasselbach, Nederlands american-footballspeler (overleden 2023)
- 1967 - Rickard Rydell, Zweeds autocoureur
- 1968 - Catherine Fonck, Belgisch politica en minister
- 1968 - Mihai Răzvan Ungureanu, Roemeens historicus en politicus
- 1969 - Junko Asari, Japans atlete
- 1969 - Oleg Kozlitin, Kazachs wielrenner
- 1970 - Marc-Kevin Goellner, Duits tennisser
- 1970 - Emmanuel Petit, Frans voetballer
- 1971 - Märtha Louise, Noors prinses
- 1972 - Manuel Cardoni, Luxemburgs voetballer
- 1972 - Alexandre Rey, Zwitsers voetballer
- 1972 - Kate Smyth, Australisch atlete
- 1973 - Steven Goegebeur, Belgisch acteur en comedian
- 1973 - Zhao Hongbo, Chinees kunstschaatser
- 1974 - Daniel Atienza, Spaans wielrenner
- 1974 - Mika Kottila, Fins voetballer
- 1974 - Bob Sapp, Amerikaans vechtsporter
- 1974 - Aliecer Urrutia, Cubaans atleet
- 1975 - René van Brakel, Nederlands nieuwslezer
- 1975 - Mireille Enos, Amerikaans actrice
- 1975 - Freddy Grisales, Colombiaans voetballer
- 1976 - Yannick Pelletier, Zwitsers schaker
- 1977 - Keith Chan, Hongkongs autocoureur
- 1978 - Harry Kewell, Australisch voetballer
- 1979 - Emilie Autumn, Amerikaans zangeres en violiste
- 1979 - Zvonimir Deranja, Kroatisch voetballer
- 1979 - Ron Link, Nederlands zanger en acteur
- 1979 - Sven Vandenbroeck, Nederlands voetballer
- 1980 - Bernard Hofstede, Nederlands voetballer
- 1982 - David van den Bosch, Nederlands dichter en theatermaker
- 1982 - Kosuke Kitajima, Japans zwemmer en olympisch kampioen (2004)
- 1982 - Cliff Mardulier, Belgisch voetbaldoelman
- 1982 - Billie Piper, Brits actrice en zangeres
- 1982 - Maarten Stekelenburg, Nederlands voetballer
- 1983 - Glenn Loovens, Nederlands voetballer
- 1984 - Yukiya Arashiro, Japans wielrenner
- 1984 - Sanne Hans (Miss Montreal), Nederlands singer-songwriter
- 1984 - Matteo Pellegrino, Italiaans autocoureur
- 1984 - Lorenzo Rimkus, Nederlands-Surinaams voetballer
- 1984 - Thiago Silva, Braziliaans-Frans voetballer
- 1985 - Faris Haroun, Tsjadisch voetballer
- 1986 - Alemayehu Bezabeh, Ethiopisch-Spaans atleet
- 1987 - Tom Felton, Brits acteur
- 1987 - Bojan Šaranov, Servisch voetballer
- 1988 - Colin Braun, Amerikaans autocoureur
- 1988 - Marcia Bwarody, Belgisch radiopresentatrice
- 1989 - Spas Delev, Bulgaars voetballer
- 1989 - Sabine Lisicki, Duits tennisster
- 1990 - Peter Ankersen, Deens voetballer
- 1990 - Tom Davies, Engels YouTuber
- 1990 - Miquel Nelom, Nederlands voetballer
- 1991 - Kamen Chadzjiev, Bulgaars voetballer
- 1992 - Fabio Gamberini, Braziliaans autocoureur
- 1992 - Bob Jungels, Luxemburgs wielrenner
- 1992 - Luke Mossey, Brits motorcoureur
- 1993 - Sara Landry, Amerikaans dj en muziekproducent
- 1994 - Saïd Bakari, Comorees-Frans voetballer
- 1994 - Ieva Januškevičiūtė, Litouws alpineskiester
- 1994 - Pyry Soiri, Fins-Namibisch voetballer
- 1995 - Jelle Florizoone, Belgisch acteur
- 1995 - Juliette Goglia, Amerikaans actrice
- 1995 - Sofie Krehl, Duits langlaufster
- 1996 - Anthoine Hubert, Frans autocoureur (overleden 2019)
- 1996 - Rosario Mussendijk, Nederlands muzikant en producer, bekend als sor
- 1997 - Jake Clarke-Salter, Engels voetballer
- 1997 - Romain Perraud, Frans voetballer
- 1998 - Giovanni Büttner, Nederlands voetballer
- 1999 - José Juan Macías, Mexicaans voetballer
- 1999 - Lizzy McAlpine, Amerikaans singer-songwriter
- 1999 - Alex Vinatzer, Italiaans alpineskiër
- 2000 - Ricardo Henning, Duits-Jamaicaans voetballer
- 2000 - Kush Maini, Indiaas autocoureur
- 2001 - Ayumu Iwasa, Japans autocoureur
- 2001 - Dana Leskinen, Fins voetbalster
- 2002 - Adamo Nagalo, Burkinees-Ivoriaans voetballer

Fictief:
- 2890 van de Derde Era - Bilbo Balings, karakter in In de Ban van de Ring, een boek van J.R.R. Tolkien
- 2968 van de Derde Era - Frodo Balings, karakter in In de Ban van de Ring, een boek van J.R.R. Tolkien

## Overleden

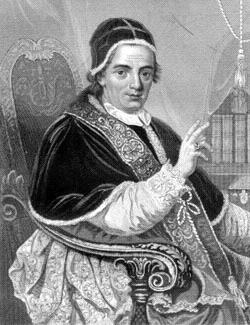
Paus Clemens XIV,
overleden in 1774

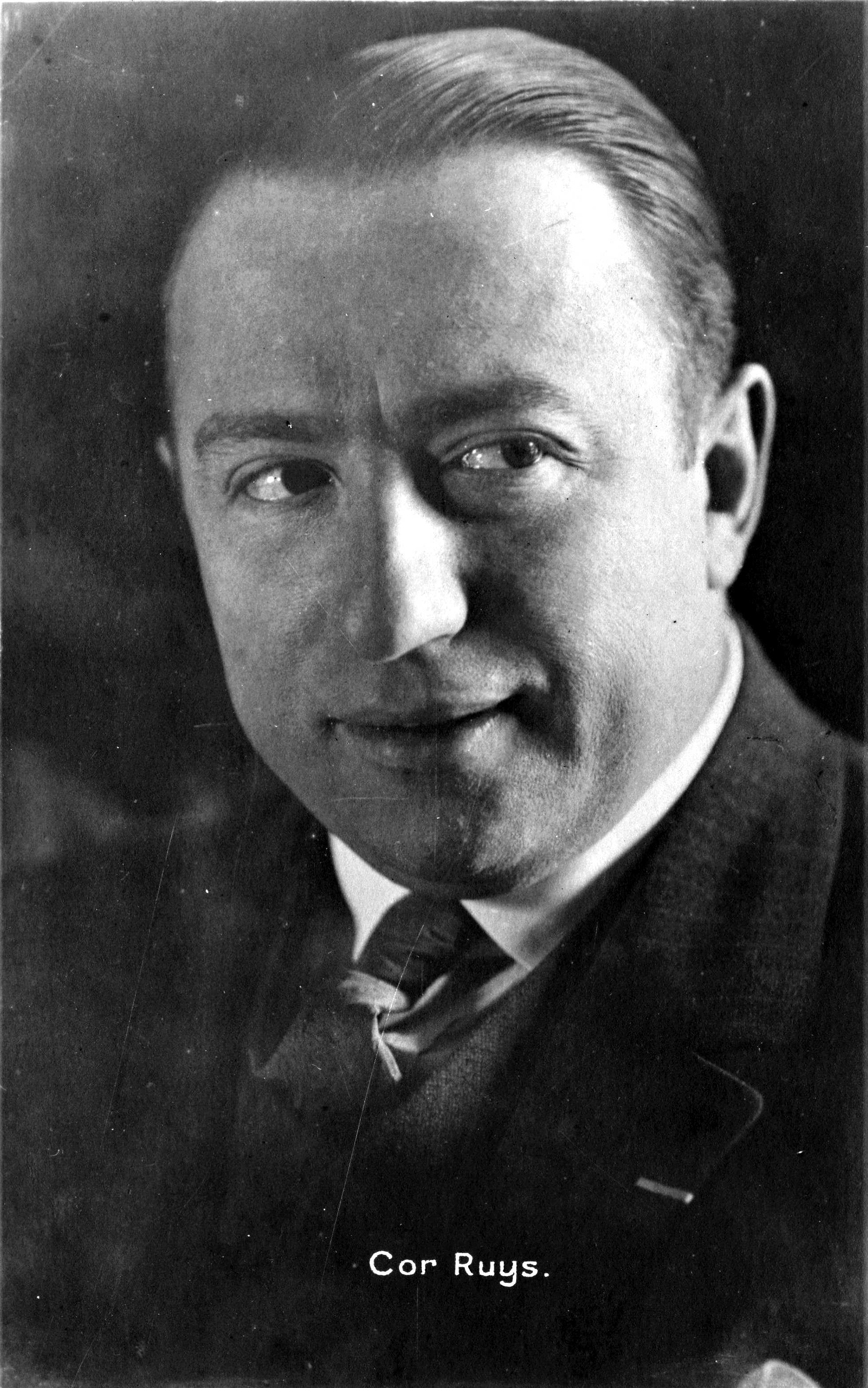
Cor Ruys,
overleden in 1952

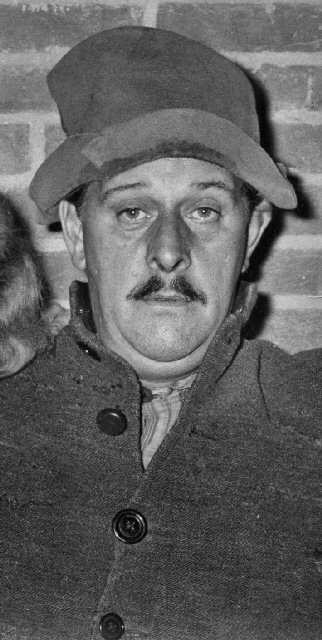
Joop Doderer,
overleden in 2005

- 530 - Paus Felix III, paus van de Rooms-Katholieke Kerk
- 1554 - Francisco Vásquez de Coronado (± 44), Spaans ontdekkingsreiziger
- 1607 - Alessandro Allori (72), Italiaans schilder
- 1646 - Jean-François Niceron (33), Franse natuurkundige en wiskundige
- 1773 - Šćepan Mali, tsaar van Montenegro
- 1774 - Paus Clemens XIV (68), paus van 1769 tot 1774
- 1828 - Shaka Zoeloe (± 47), Afrikaans stamhoofd
- 1873 - Friedrich Frey-Herosé (71), Zwitsers politicus
- 1906 - Oscar Levertin (44), Zweeds schrijver, literatuurhistoricus en literatuurcriticus
- 1939 - Werner von Fritsch (59), Duits generaal
- 1952 - Cor Ruys (63), Nederlands toneelspeler, cabaretier en toneelleider
- 1952 - Kaarlo Juho Ståhlberg (87), Fins politicus
- 1957 - Zhou Xuan (39), Chinees zangeres en actrice
- 1969 - Adolfo López Mateos (60), president van Mexico (1958-1964)
- 1970 - Luis del Rosario (83), Filipijns aartsbisschop
- 1972 - Benedicto Kiwanuka (50), Oegandees politicus
- 1979 - Otto Frisch (74), Brits-Oostenrijks natuurkundige
- 1985 - Peter Rusman (32), Nederlands atleet
- 1986 - Abdel-Kader Zaaf (69), Algerijns wielrenner
- 1988 - Maximilien de Furstenberg (83), Belgisch curiekardinaal
- 1989 - Irving Berlin (101), Amerikaans componist en liedjesschrijver
- 1989 - Jan Teulings (84), Nederlands acteur
- 1994 - Dorothy Dehner (93), Amerikaanse tekenaar en beeldhouwer
- 1994 - Igor Tsjislenko (55), Sovjet-voetballer
- 1996 - Pieter Jacobus van de Pol (89), Nederlands biljarter
- 1998 - Maurice De Wilde (73), Belgisch journalist
- 1999 - René Geeraert (90), Belgisch atleet
- 1999 - George C. Scott (71), Amerikaans acteur
- 2000 - Vincenzo Fagiolo (82), Italiaans curiekardinaal
- 2001 - J.Ph. Punt (95), Nederlands esperantist en radiopresentator
- 2001 - Isaac Stern (81), Russisch-Amerikaans violist
- 2002 - Aimé Desimpel (61), Belgisch volksvertegenwoordiger en Manager van het Jaar 1993
- 2002 - Jan de Hartog (88), Nederlands romanschrijver
- 2003 - Maxime Brunfaut (94), Belgisch architect en stedenbouwkundige
- 2003 - Joseph Kuklinski (59), Amerikaans moordenaar
- 2003 - Armand Pien (83), Belgisch meteoroloog en pionier van de Vlaamse televisie
- 2003 - Johan Stekelenburg (61), Nederlands politicus
- 2004 - Dirk van der Horst (57), Nederlands gitarist
- 2004 - Ray Traylor (41), Amerikaans professioneel worstelaar
- 2004 - Alex Wayman (83), Amerikaans tibetoloog en Indiakundige
- 2005 - Joop Doderer (84), Nederlands acteur
- 2006 - Carla Benschop (56), Nederlands basketbalster en gymnastieklerares
- 2006 - Joan van der Brugghen (86), Nederlands ingenieur
- 2006 - Ewald Krolis (59), Surinaams-Nederlands muzikant
- 2007 - Karl Hardman (80), Amerikaans filmproducent en acteur
- 2007 - Marcel Marceau (84), Frans mimespeler
- 2008 - Thomas Dörflein (44), Duits dierenverzorger (onder andere van ijsbeertje Knut)
- 2009 - Olaf Dufseth (91), Noors skiër
- 2009 - Ann Hasekamp (82), Nederlands actrice
- 2010 - Hans van den Doel (55), Nederlands burgemeester
- 2010 - Bruno Giorgi (69), Italiaans voetballer en voetbalcoach
- 2010 - Giant González (44), Argentijns basketballer en professioneel worstelaar
- 2011 - Frans Kordes (84), Nederlands president van de Algemene Rekenkamer
- 2011 - Aristides Pereira (87), Kaapverdisch politicus
- 2011 - Roel Verniers (38), Belgisch schrijver
- 2012 - Claude Bonmariage (67), Belgisch politicus
- 2013 - David H. Hubel (87), Canadees-Amerikaans neuroloog en Nobelprijswinnaar
- 2013 - Álvaro Mutis (90), Colombiaans schrijver en dichter
- 2014 - Flor Van Noppen (58), Belgisch politicus
- 2014 - Erik van der Wurff (69), Nederlands pianist en componist
- 2015 - Yogi Berra (90), Amerikaans honkballer
- 2017 - Thea Witteveen (88), Nederlands schrijfster
- 2019 - Jacky Cordang (87), Nederlands voetballer
- 2019 - Ivan Kizimov (91), Russisch ruiter
- 2020 - Frie Leysen (70), Belgisch festivaldirectrice en curator
- 2020 - Road Warrior Animal (60), Amerikaans professioneel worstelaar
- 2020 - Jacques Senard (100), Frans diplomaat, ex-gegijzelde
- 2020 - Agne Simonsson (84), Zweeds voetballer
- 2021 - Pieter Beelaerts van Blokland (88), Nederlands politicus[6]
- 2021 - Abdelkader Bensalah (79), Algerijns politicus[7]
- 2021 - Bob Moore (88), Amerikaans contrabassist
- 2022 - Tony Brown (77), Brits darter
- 2022 - Jorge Fons (83), Mexicaans filmregisseur
- 2022 - Hilary Mantel (70), Brits schrijfster
- 2023 - Bayani Fernando (77), Filipijns politicus
- 2023 - Peter Horton (82), Oostenrijks gitarist, liedjesschrijver, televisiepresentator en schrijver
- 2023 - Evelyn Fox Keller (87), Amerikaans natuurkundige
- 2023 - Geir Lundestad (78), Noors historicus
- 2023 - Giorgio Napolitano (98), Italiaans politicus
- 2024 - Fredric Jameson (90), Amerikaans literatuurcriticus en marxistisch theoreticus

## Viering/herdenking
- Mali Onafhankelijkheidsdag 1960
- Rooms-katholieke kalender:

Onafhankelijkheidsdag Mali

  - Heilige Maurits († ca. 287), Patroon van de infanterie, Vrije gedachtenis in Oostenrijk, Duitsland, Zwitserland en Duitstalige bisdommen
  - Heilige Florent(ius) († 5e eeuw)
  - Heilige Emmeramus (van Regensburg) († 652)
  - Heilige Fokas († 4e eeuw)
  - Heilige Lolanus (van Schotland) († ca. 1034)
  - Heilige Thomas van Villanova († 1555)
  - Heiligen Digna en Emerita van Rome († 259)
  - Zalige Ignatius Belvisotti († 1770)

## Weerextremen

### Nederland
| | Officiële records | Officiële records | Officiële records |      | Landelijke records | Landelijke records | Landelijke records                            |
| Gebeurtenis | Jaar              | Extreem           | Locatie           | Jaar | Extreem            | Locatie            |                                               |
| --- | ----------------- | ----------------- | ----------------- | ---- | ------------------ | ------------------ | --------------------------------------------- |
| Laagste etmaalgemiddelde temperatuur (°C) | 1948              | 7,9               | De Bilt           |      | 1931               | 6,5                | Maastricht                                    |
| Hoogste etmaalgemiddelde temperatuur (°C) | 2006              | 20,7              | De Bilt           |      | 2003               | 21,5               | Maastricht                                    |
| Laagste minimumtemperatuur (°C) | 1910              | 0,7               | De Bilt           |      | 1910               | 0,4                | Maastricht                                    |
| Hoogste minimumtemperatuur (°C) | 2006              | 16,5              | De Bilt           |      | 2006               | 17,9               | Vlissingen                                    |
| Laagste maximumtemperatuur (°C) | 1996              | 10,3              | De Bilt           |      | 1996               | 9,4                | Deelen                                        |
| Hoogste maximumtemperatuur (°C) | 1989              | 26,7              | De Bilt           |      | 2006               | 28,9               | Twenthe                                       |
| Hoogste uurgemiddelde windsnelheid (m/s) | 1953              | 13,9              | De Bilt           |      | 1924               | 19,0               | Vlissingen                                    |
| Hoogste windstoot (m/s) | 1953              | 22,6              | De Bilt           |      | 2003 2004          | 24,0               | Hoorn Terschelling Vlieland, Stavoren, IJmond |
| Langste zonneschijnduur (uur) | 1997              | 11,5              | De Bilt           |      | 1997               | 11,7               | Maastricht, Volkel                            |
| Langste neerslagduur (uur) | 2004              | 15,7              | De Bilt           |      | 2004               | 15,7               | De Bilt                                       |
| Hoogste etmaalsom van de neerslag (mm) | 1924              | 33,7              | De Bilt           |      | 2001               | 43,0               | Eelde                                         |
| Laagste etmaalgemiddelde relatieve vochtigheid (%) | 1915              | 62                | De Bilt           |      | 2003               | 55                 | Maastricht                                    |
| Laagste uurwaarde luchtdruk op zeeniveau (hPa) | 1927              | 992,6             | De Bilt           |      | 1927               | 990,2              | De Kooy                                       |
| Hoogste uurwaarde luchtdruk op zeeniveau (hPa) | 1912              | 1033,6            | De Bilt           |      | 1912               | 1034,7             | De Kooy, Eelde                                |
| Officiële records worden altijd gemeten op het KNMI-weerstation in De Bilt. Landelijke records kunnen worden gemeten op elk officieel KNMI-weerstation in Nederland. |                   |                   |                   |      |                    |                    |                                               |

Uitzonderlijke gebeurtenissen
- 1922 - Laatste officiële warme dag van het jaar (maximumtemperatuur ≥ 20 °C in De Bilt)
- 1927 - Laatste officiële warme dag van het jaar (maximumtemperatuur ≥ 20 °C in De Bilt)
- 1944 - Laatste officiële warme dag van het jaar (maximumtemperatuur ≥ 20 °C in De Bilt)
- 1956 - Laatste officiële zomerse dag van het jaar (maximumtemperatuur ≥ 25 °C in De Bilt)
- 1988 - Laatste officiële warme dag van het jaar (maximumtemperatuur ≥ 20 °C in De Bilt)
- 1989 - Laatste officiële zomerse dag van het jaar (maximumtemperatuur ≥ 25 °C in De Bilt)
- 2003 - Laatste officiële warme dag van het jaar (maximumtemperatuur ≥ 20 °C in De Bilt)
- 2003 - Laatste officiële zomerse dag van het jaar (maximumtemperatuur ≥ 25 °C in De Bilt)
- 2006 - Laatste officiële zomerse dag van het jaar (maximumtemperatuur ≥ 25 °C in De Bilt)
- 2009 - Laatste officiële warme dag van het jaar (maximumtemperatuur ≥ 20 °C in De Bilt)
- 2019 - Laatste officiële zomerse dag van het jaar (maximumtemperatuur ≥ 25 °C in De Bilt)
- 2020 - Laatste landelijke zomerse dag van het jaar gemeten in Arcen, Eindhoven, Ell en Maastricht (maximumtemperatuur ≥ 25 °C op een officieel weerstation)
- 2023 - Officieel laagste maximumtemperatuur in °C van september dit jaar gemeten in De Bilt: 17,7. Samen met 23 september
- 2023 - Landelijk laagste maximumtemperatuur in °C van september dit jaar gemeten in Westdorpe: 15,4

### België
Dagrecords
- 1904 - Laagste etmaalgemiddelde temperatuur 7,4 °C
- 2003 - Hoogste etmaalgemiddelde temperatuur 21,3 °C
- 1910 - Laagste minimumtemperatuur 2,3 °C
- 1989 - Hoogste maximumtemperatuur 25,9 °C
- 1881 - Hoogste etmaalsom van de neerslag 40,2 mm

Uitzonderlijke gebeurtenissen
- 1931 - Maximumtemperatuur van 6,4 °C op de Baraque Michel (Jalhay).
- 1949 - 143 mm neerslag in Geraardsbergen

<< · 1 · 2 · 3 · 4 · 5 · 6 · 7 · 8 · 9 · 10 · 11 · 12 · 13 · 14 · 15 · 16 · 17 · 18 · 19 · 20 · 21 · 22 · 23 · 24 · 25 · 26 · 27 · 28 · 29 · 30 · >>